# Robert Horvitz
Howard Robert Horvitz (Chicago, 8 de maio de 1947) é um biólogo estadunidense.
Foi agraciado, juntamente com o sul-africano Sydney Brenner e o britânico John Sulston, com o Nobel de Fisiologia ou Medicina de 2002, por pesquisas pioneiras para o desenvolvimento de trabalhos de biologia do desenvolvimento e da morte celular programada, a apoptose, também conhecido como suicídio celular.

## Pesquisa
No LMB, Horvitz trabalhou com Sulston para rastrear cada divisão celular não gonadal que ocorria durante o desenvolvimento larval e publicou uma descrição completa dessas linhagens em 1977. Mais tarde, em cooperação com Sulston e Martin Chalfie, Horvitz começou investigações primeiro caracterizando vários mutantes de linhagem celular e, em seguida, buscando genes que controlassem a linhagem celular ou que controlassem linhagens específicas. Em 1981, eles identificaram e caracterizaram o gene lin-4, um mutante "heterocrônico" que muda a linha do tempo do destino das células.
Em seu trabalho inicial no MIT, Horvitz continuou seu trabalho sobre linhagem celular e destino celular, usando C. elegans para investigar se havia um programa genético controlando a morte celular ou apoptose. Em 1986, ele identificou os primeiros "genes da morte", ced-3 e ced-4. Ele mostrou que os genes ced-3 e ced-4 funcionais eram um pré-requisito para que a morte celular fosse executada. Ele passou a mostrar que outro gene, ced-9, protege contra a morte celular interagindo com ced-4 e ced-3, bem como identificar vários genes que determinam como uma célula morta é eliminada. Horvitz mostrou que o genoma humano contém um gene semelhante ao ced-3.
As pesquisas posteriores de Horvitz continuaram a usar C. elegans para analisar o controle genético do desenvolvimento e comportamento animal, bem como para ligar descobertas no nematóide a doenças humanas, particularmente câncer e doenças neurodegenerativas, como esclerose lateral amiotrófica (ELA). Ele fez mais avanços na definição da via molecular da morte celular programada e identificou vários componentes principais, incluindo: EGL-1, uma proteína que ativa a apoptose inibindo CED-9; fatores de transcrição ces-1 e ces-2, e ced-8, que controla o momento da morte celular. Ele também deu continuidade ao trabalho com mutantes heterocrônicos e outros aspectos da linhagem celular, e estabeleceu linhas de pesquisa em transdução de sinal, morfogênese e desenvolvimento neural. Horvitz colaborou com Victor Ambros e David Bartel em um projeto para caracterizar o conjunto completo de mais de 100 microRNAs no genoma de C. elegans.

## Trabalhos
Robert Horvitz tem mais de 255 publicações, foi citado mais de 49 000 vezes e tem um índice H de 108.
- Sulston, J.E.; Horvitz, H.R. (março de 1977). «Post-embryonic cell lineages of the nematode, Caenorhabditis elegans». Developmental Biology. 56 (1): 110–156. PMID 838129. doi:10.1016/0012-1606(77)90158-0
- Ellis, Hillary M.; Horvitz, H. Robert (28 de março de 1986). «Genetic control of programmed cell death in the nematode C. elegans». Cell. 44 (6): 817–829. PMID 3955651. doi:10.1016/0092-8674(86)90004-8
- Ellis, R E; Yuan, J; Horvitz, H R (novembro de 1991). «Mechanisms and Functions of Cell Death». Annual Review of Cell Biology. 7 (1): 663–698. PMID 1809356. doi:10.1146/annurev.cb.07.110191.003311
- Yuan, J; Shaham, S; Ledoux, S; Ellis, HM; Horvitz, HR (19 de novembro de 1993). «The C. elegans cell death gene ced-3 encodes a protein similar to mammalian interleukin-1 beta-converting enzyme.». Cell. 75 (4): 641–52. PMID 8242740. doi:10.1016/0092-8674(93)90485-9
- Hengartner, MO; Horvitz, HR (25 de fevereiro de 1994). «C. elegans cell survival gene ced-9 encodes a functional homolog of the mammalian proto-oncogene bcl-2.». Cell. 76 (4): 665–76. PMID 7907274. doi:10.1016/0092-8674(94)90506-1